# 奧爾科河

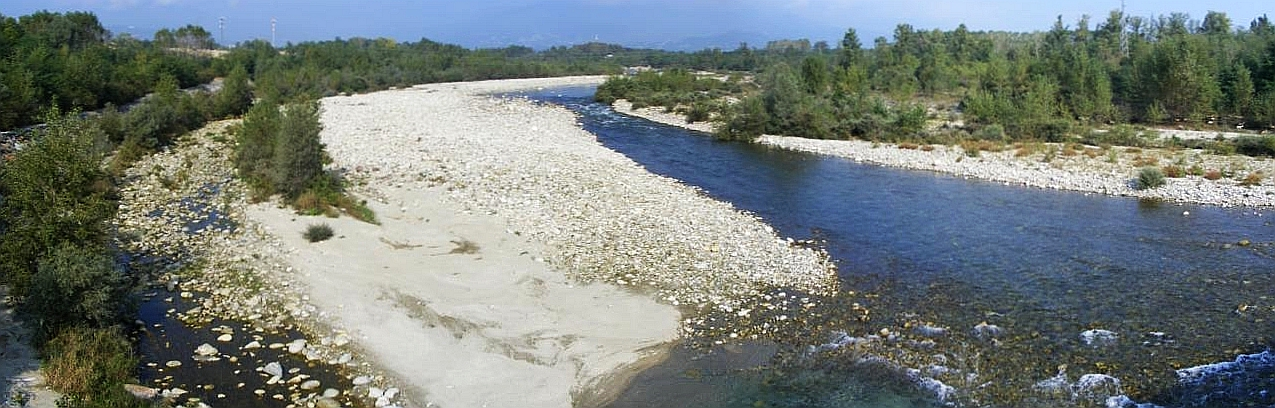

奧爾科河是意大利的河流，屬於波河的左支流，河道全長90公里，流域面積889.4平方公里，平均流量每秒23.9立方米，發源自大帕拉迪索山，河口處在基瓦索。
45°10′N 7°52′E / 45.167°N 7.867°E